# Paul Matter
Pour les articles homonymes, voir Matter.
Paul Matter, né le 19 décembre 1865 à Paris 8e, où il est mort le 12 mars 1938, est un magistrat et historien français.
Il est successivement premier avocat général, procureur général et premier président de la Cour de cassation. Il est élu membre de l'Académie des sciences morales et politiques en 1926.
Il a donné son nom à la « doctrine Matter », selon laquelle la loi française postérieure prime sur les traités internationaux. Cette doctrine a été abandonnée en 1975 par la Cour de cassation (arrêt Jacques Vabre) et en 1989 par le Conseil d'État (arrêt Nicolo), ouvrant la voie au contrôle de conventionnalité.

## Biographie

### Jeunesse et études
Jacques Paul Matter naît le 9 décembre 1865 à Paris,. Il est le fils d'Albert Jules Thimothée Matter, pasteur de l'Église réformée, et de son épouse Joséphine Aimée née Blech.
Paul Matter suit des études de droit. Il est diplômé de l'École libre des sciences politiques en 1887. Il obtient un doctorat en droit en 1890.

### Parcours professionnel
Matter est d'abord avocat. En 1891, il entre dans la magistrature comme substitut à Dreux. En 1902, il passe au tribunal de la Seine. En 1911, il est promu substitut du procureur général de la Seine. En 1912, il devient directeur du contentieux et de la justice militaire du ministère de la Guerre ainsi que conseiller d'État.
En juillet 1917, il est nommé membre de la Commission interministérielle d'études pour la Société des Nations (CIESDN). Il enseigne également la politique étrangère à l’École libre des sciences politiques à partir de 1913,. Il y donne un cours sur l'histoire politique allemande.
Il devient avocat général à la Cour de cassation en 1917, président de chambre en 1928, procureur général en 1929 et premier président en 1936.
En sa qualité de procureur général près la Cour de cassation, il officie comme commissaire du gouvernement à l'occasion du célèbre arrêt Société commerciale de l'Ouest africain (dit « Bac d'Éloka ») rendu par le Tribunal des conflits le 22 janvier 1921.

### Mort et inhumation
Il meurt le 12 mars 1938 à son domicile, au no 27 de la rue Marbeuf, dans le 8e arrondissement de Paris,. Ses obsèques sont célébrées le 15 en l'église de la Rédemption,. Il est inhumé au cimetière du Père-Lachaise (34e division),.

## Distinctions

### Récompense
En 1926, Matter est élu membre de l'Académie des sciences morales et politiques,. Il y succède à Félix Rocquain.

### Décoration
- Grand-croix de la Légion d'honneur en 1937, [1].

## Principales publications
- Droit romain : de la Manus mariti et des sociétés de tous biens entre époux. Droit français : Dissertation sur les origines de la communauté de biens entre époux (1890)
- La dissolution des assemblées parlementaires : étude de droit public et d'histoire, Paris, F. Alcan, 1898, 1 vol., III-281, in-8o (lire en ligne)
- La Prusse et la révolution de 1848 (1903)
- Bismarck et son temps (3 volumes, 1905-1908)
- Cavour et l'unité italienne (3 volumes, 1922-1927)
- Gambetta (1923)

### Nominations
- [D. 24 fév. 1891] Substitut du procureur de la République près le tribunal de première instance de Dreux, JORF, vol. 23e an., no 55, 25 fév. 1891, p. 910, col. 1.
- [D. 14 août 1891] Substitut du procureur de la République près le tribunal de première instance de Melun, JORF, vol. 23e an., no 220, 15 août 1891, p. 4071, col. 1.
- [D. 27 oct. 1896] Substitut du procureur de la République près le tribunal de première instance de Versailles, JORF, vol. 28e an., no 294, 28 oct. 1896, p. 5851, col. 1.
- [D. 4 mars 1902] Substitut du procureur de la République près le tribunal de première instance de la Seine, JORF, vol. 34e an., no 64, 6 mars 1902, p. 1709, col. 3.
- [D. 1er fév. 1911] Substitut du procureur général près la cour d'appel de Paris, JORF, vol. 43e an., no 33, 3 fév. 1911, p. 866, col. 2.
- [D. 16 mars 1912] Directeur du contentieux et de la justice militaire au ministère de la Guerre, JORF, vol. 44e an., no 76, 17 mars 1912, p. 2662, col. 1.
- [D. 10 juin 1912] Conseiller d'État en service extraordinaire, JORF, vol. 44e an., no 161, 15 juin 1912, p. 5298, col. 1.
- [D. 30 oct. 1917] Avocat général près la Cour de cassation, JORF, vol. 49e an., no 296, 31 oct. 1917, p. 8714, col. 3.
- [D. 23 déc. 1929] Procureur général près la Cour de cassation, JORF, vol. 61e an., no 301, 25 déc. 1929, p. 13763, col. 1.
- [D. 22 août 1936] Premier président de la Cour de cassation, JORF, vol. 68e an., no 198, 24 et 25 août 1936, p. 9122, col. 3.
- [D. 16 juill. 1937] Premier président honoraire de la Cour de cassation, JORF, vol. 69e an., no 164, 17 juill. 1937, p. 8067, col. 2.

Décorations
- [D. 11 juill. 1912] Chevalier de l'ordre national de la Légion d'honneur, JORF, vol. 44e an., no 189, 13 juill. 1912, p. 6224, col. 1.
- [D. 14 fév. 1921] Officier de l'ordre national de la Légion d'honneur, JORF, vol. 53e an., no 46, 16 fév. 1921, p. 2021, col. 2.
- [D. 27 juill. 1930] Commandeur de l'ordre national de la Légion d'honneur, JORF, vol. 62e an., no 178, 30 juill. 1930, p. 8594, col. 3.
- [D. 12 juill. 1934] Grand officier de l'ordre national de la Légion d'honneur, JORF, vol. 66e an., no 165, 14 juill. 1934, p. 7108, col. 1.
- [D. 5 août 1937] Grand-croix de l'ordre national de la Légion d'honneur, JORF, vol. 69e an., no 189, 15 août 1937, p. 9226, col. 3.